# 太空牛仔
是一部在2000年上映的美国太空災難劇情电影，由克林特·伊斯特伍德执导和監製，肯恩·考夫曼（Ken Kaufman）和霍華德·克勞斯納（Howard Klausner）擔任编剧，克林特·伊斯特伍德除擔任主角之外，還找來了电影明星汤米·李·琼斯、唐纳德·萨瑟兰和詹姆斯·加纳參與演出。故事描述四位年老的“例行测试飞行员”臨危受命，到太空去修复一个古老的苏联卫星。

## 演員
- 奇連·伊士活 飾演 Francis D. "Frank" Corvin上校，哲學博士，美國空軍（已退休）
  - 托比·斯蒂芬斯 飾演 年輕的Frank
- 湯美·李·鍾斯 飾演 William "Hawk" Hawkins上校，美國空軍（已退休）
  - 伊萊·克雷格（英语：Eli Craig） 飾演 年輕的Hawk
- 當奴·修打蘭 飾演 Jerry O'Neill上尉，美國空軍（已退休）
  - John Asher（英语：John Asher） 飾演 年輕的Jerry
- 詹姆斯·加纳 飾演 "Tank" Sullivan，美國空軍（已退休）
  - Matt McColm（英语：Matt McColm） 飾演 年輕的Tank
- 马西娅·盖伊·哈登 飾演 Sara Holland
- 威廉·迪凡 飾演 飛行指揮官Eugene "Gene" Davis
- 羅倫·狄恩（英语：Loren Dean） 飾演 Ethan Glance
- 寇特妮·B·萬斯（英语：Courtney B. Vance） 飾演 Roger Hines
- 詹姆斯·克伦威尔 飾演 Bob Gerson
  - Billie Worley（英语：Billie Worley） 飾演 年輕的Bob
- 拉德·舍博德茲加（英语：Rade Šerbedžija） 飾演 Vostow將軍
- 芭芭拉·巴布科克 飾演 Barbara Corvin
- 布萊爾·布朗（英语：Blair Brow） 飾演 Dr. Anne Caruthers
- 傑·雷諾 飾演 他自己
- 尊·咸姆 飾演 年輕的飛行員
- 克里斯·懷爾德（英语：Chris Wylde） 飾演 Jason the birthday boy
- Anne Stedman 飾演 女朋友

## 製作
本片的主體拍攝於1999年7月19日開始，拍攝地包含佛罗里达州、德克萨斯州、新墨西哥州和加利福尼亚州。

## 配樂
电影最初的配樂是由與克林特·伊斯特伍德長期合作伙伴的伦尼·尼豪斯所制作。

## 外部連結
- 開眼電影網上《太空大哥大》的資料（繁體中文）
- 豆瓣电影上《太空牛仔》的資料 （简体中文）
- 时光网上《太空牛仔》的資料（简体中文）
- AllMovie上的资料（英文）
- 爛番茄上的資料（英文）
- Box Office Mojo上的資料（英文）
- TCM电影资料库上的资料（英文）
- Metacritic上的資料（英文）
- 互联网电影数据库（IMDb）上的资料（英文）